# GP Denain 2018
De 60e editie van de wielerwedstrijd GP Denain werd gehouden op 18 maart 2018. De start en finish vonden plaats in Denain. De wedstrijd maakte deel uit van de UCI Europe Tour 2018, in de categorie 1.HC.

## Uitslag
| GP Denain 2018 (198 km) |                   |                              |          |
| Plaats                  | Naam              | Ploeg                        | tijd     |
| Winnaar                 | Kenny Dehaes      | WB Aqua Protect-Veranclassic | 4u33'37" |
| 2                       | Hugo Hofstetter   | Cofidis                      | +2"      |
| 3                       | Julien Duval      | AG2R La Mondiale             | z.t.     |
| 4                       | Andrea Pasqualon  | Wanty-Groupe Gobert          | z.t.     |
| 5                       | Bram Welten       | Fortuneo-Oscaro              | z.t.     |
| 6                       | Coen Vermeltfoort | Roompot-Nederlandse Loterij  | z.t.     |
| 7                       | Shane Archbold    | Aqua Blue Sport              | z.t.     |
| 8                       | Marc Sarreau      | Groupama-FDJ                 | z.t.     |
| 9                       | Jimmy Turgis      | Cofidis                      | z.t.     |
| 10                      | Adrien Petit      | Direct Énergie               | z.t.     |

1959 · 1960 · 1961 · 1962 · 1963 · 1964 · 1965 · 1966 · 1967 · 1968 · 1969 · 1970 · 1971 · 1972 · 1973 · 1974 · 1975 · 1976 · 1977 · 1978 · 1979 · 1980 · 1981 · 1982 · 1983 · 1984 · 1985 · 1986 · 1987 · 1988 · 1989 · 1990 · 1991 · 1992 · 1993 · 1994 · 1995 · 1996 · 1997 · 1998 · 1999 · 2000 · 2001 · 2002 · 2003 · 2004 · 2005 · 2006 · 2007 · 2008 · 2009 · 2010 · 2011 · 2012 · 2013 · 2014 · 2015 · 2016 · 2017 · 2018 · 2019 · 2020 · 2021 · 2022 · 2023 · 2024 · 2025